# Wesoła (Badrzychowice)
Wesoła – przysiółek wsi Badrzychowice, położony w województwie świętokrzyskim, w powiecie buskim, w gminie Nowy Korczyn,
W latach 1975–1998 przysiółek administracyjnie należał do województwa kieleckiego.